# Ambiguïté

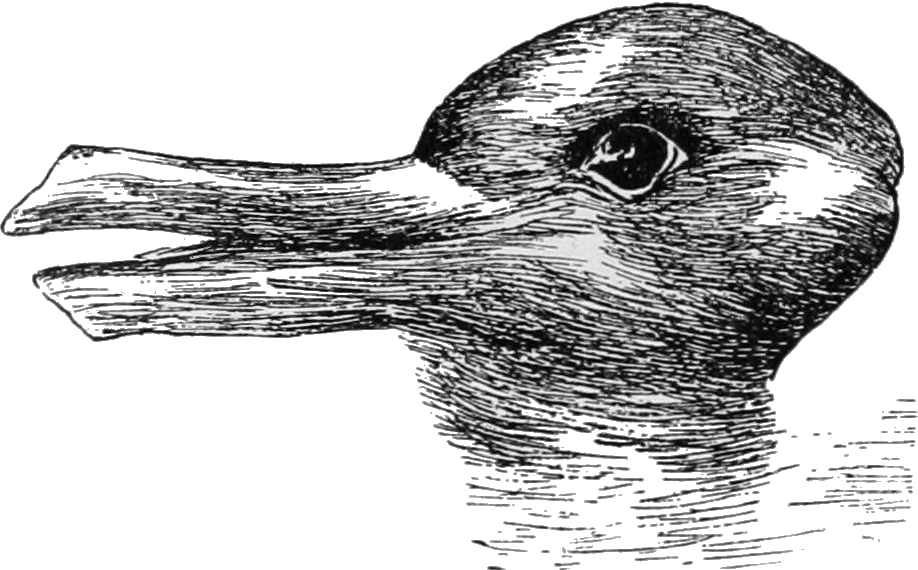
Image ambigüe: on peut y voir une tête de canard ou une tête de lapin.

« Désambiguïsation » redirige ici. Pour les pages de désambiguïsation sur Wikipédia, voir Wikipédia:Homonymie.
L'ambiguïté (orthographe traditionnelle) ou ambigüité (orthographe réformée de 1990) est le caractère d'une situation, d'une perception, d'un mot ou d'une phrase dont il existe deux — rarement plus — interprétations entre lesquelles on ne peut décider.
En sémantique, un signifiant — mot, expression, phrase — renvoie à un signifié — idée, notion, concept. L'ambiguïté survient lorsque le récepteur peut hésiter entre deux signifiés. Un mot qui a plusieurs significations, une phrase qui a plusieurs analyses grammaticales possibles créent un doute que le contexte doit résoudre. On parle de désambiguïsation lexicale lorsque chaque mot est lié, dans un contexte donné, à une définition donnée unique : cet objectif est l'un de ceux de la cohérence du langage naturel. ; la redondance aide à lever certaines propositions ou termes ambigus.
Les ambiguïtés, équivoques et quiproquos sont des procédés similaires, courants au théâtre, notamment comique. Une amphibologie est un énoncé ambigu.

## Généralités
L’ambiguïté est une caractéristique attribuée à tout concept, idée, phrase ou affirmation dont le sens, l’intention ou l’interprétation ne peut être absolument définie selon une règle ou un processus consistant en un nombre d’étapes déterminé[réf. souhaitée].

On peut interpréter cette image soit comme un profil, soit comme une vue de trois-quarts arrière.

Dans la véritable ambiguïté, le récepteur hésite entre deux interprétations incompatibles, qu'il ne peut réaliser en même temps. On la trouve aussi bien dans un énoncé, comme « Je t'embrasse et Yves aussi », que dans les images, « comme ce dessin d'un visage où l'on peut voir, c'est selon […] la représentation d'une jeune ou d'une vieille femme ». L’ambiguïté n'est pas l’imprécision. L’ambiguïté permet plusieurs interprétations précises et distinctes, alors qu’il peut être impossible d'interpréter une information vague, qui manque de clarté, sans lui ajouter des éléments tirés du contexte. Mais les limites des catégories de situations qui causent un doute d'interprétation sont difficiles à établir.
L'ambiguïté dans l'expression est classiquement considérée comme un défaut, mais elle fonde une esthétique à l'époque moderne. Si un auteur peut regretter une ambiguïté involontaire, il est de nombreux exemples où une double-entente — ambiguïté volontaire, que la personne qui parle et l'innocent qui l'écoute interprètent différemment — est essentielle à l'histoire. Certains auteurs considèrent comme une valeur la possibilité, accordée au spectateur, d'interpréter d'une façon ou d'une autre. Ce mouvement est fort présent dans la deuxième moitié du XXe siècle, accompagné d'une extension considérable du sens du mot ambiguïté. Simone de Beauvoir a publié Pour une morale de l’ambiguïté en 1947.

### Perception
Un certain nombre de perceptions visuelles ou auditives se classe comme illusions d'ambiguïté ; cette catégorie englobe aussi bien les ambiguïté du langage. Dans ces perceptions hésitantes, l'interprétation se fixe alternativement sur une option ou l'autre, sans que les deux puissent coexister. Elles trouvent leur origine dans le processus mental de ségrégation de la figure et du fond.

### Procédé dramatique
Le théâtre utilise l'ambiguïté depuis l'Antiquité. Aristophane l'utilise à des fins comiques ; mais son usage ne se limite pas à la paillardise. L'ambiguïté d'un discours dont le spectateur comprend le double sens qui échappe au protagoniste illustre la ruse.

## Ambiguïté linguistique
Dans le domaine du langage, on distingue plusieurs sortes d'ambiguïté. L'ambiguïté lexicale repose sur un fait d'homonymie ; l'ambiguïté syntaxique ou grammaticale repose sur une construction de la phrase qui laisse indéterminée des relations entre les mots.

### Ambiguïté lexicale
Homophonie
La confusion entre les sens se produit à l'oral, même si l'écriture peut différer.
- Cet homme a beaucoup de vis. Cet homme a beaucoup de vices.
- Il a pêché (le poisson). Il a péché (sens religieux).

Les métonymies courantes, y compris celles du parler populaire ou argotique, les euphémismes en particulier, produisent souvent l'ambiguïté.
Homographie
La confusion se produit à l'écrit, mais les deux mots ne se prononcent pas de la même manière.
- J'ai perdu mes fils. (Mes enfants ou mes bobines de fil ?)

Ambiguïté à la fois phonétique et graphique
- Napoléon III, à peine nommé empereur, confisque les biens de la Maison d'Orléans et dit « c'est le premier vol de l'aigle » — il s'agit d'une spoliation : un vol officiel, et l'aigle, emblème de l'Empereur, vole[2].

### Ambiguïté syntaxique
- Elle se plaint : « en quarante ans de mariage tu ne m'as jamais rien acheté ! », il répond « tu ne m'as jamais dit que tu avais quelque chose à me vendre ! » — l'équivoque vient de l'usage identique du pronom « me » pour « à moi » ou pour « de moi » dans la première phrase [11].

### Ambiguïté pragmatique
La pragmatique concerne les éléments du langage dont la signification ne peut être comprise qu'en connaissant le contexte de leur emploi.
- Michel voulait voyager avec René, mais il préférait son frère — il faudrait savoir lequel « préférait », et duquel est le « frère »[12].

### Combinaisons
On rencontre, notamment dans le domaine de la boutade, du bon mot, de la dérision, de l'humour, des combinaisons entre ambiguïtés lexicales, syntaxiques et pragmatiques.

### Formes linguistiques
L'ambiguïté lexicale polysémique caractérise un mot ou une expression qui a plusieurs sens ou significations différentes dans sa langue d'origine. Ici, « signification » renvoie à toute entrée que l'on trouverait dans un bon dictionnaire. Par exemple, le mot « banc » a plusieurs définitions distinctes, parmi lesquelles « pièce de mobilier », « étendue de sable », « rassemblement de poissons, harengs par exemple ».
Le contexte dans lequel un mot ambigu est utilisé révèle souvent lequel de ses sens on veut transmettre. Par exemple la phrase « J’ai mangé un avocat » tombe sous le sens, dans la mesure où personne ne s'imagine que le sujet a mangé une autre personne. Cependant, certains contextes linguistiques ne fournissent pas assez d’informations pour lever l’ambiguïté d’un mot utilisé dans une phrase.
L’ambiguïté lexicale peut être levée par des méthodes algorithmiques qui, dans le contexte, associent automatiquement un mot et son sens correspondant. On appelle cela la « désambiguïsation sémantique »[réf. souhaitée].
L’utilisation de mots à plusieurs définitions requiert une clarification du contexte de la part de l’auteur ou de l’orateur, et parfois que celui-ci développe le sens précis qu’il aurait souhaité transmettre (auquel cas un terme moins ambigu aurait dû être utilisé). Le but de la communication claire et concise est qu'il n'y ait pas de malentendu entre le locuteur et le(s) destinataire(s) à propos du sens que ce premier souhaite véhiculer. La langue de bois et les offuscations sont des exceptions possibles à cette règle lorsqu'elles sont utilisées par un politicien, car nécessaires pour gagner le soutien de multiples circonscriptions qui sont parfois indécises avant une élection. L’ambiguïté est une arme puissante de la science politique.
Les mots qui posent le plus de problèmes sont ceux dont les différentes significations expriment des concepts relativement proches. Par exemple, « bon » peut signifier « utile » ou « fonctionnel » (« C’est un bon marteau »), « exemplaire » (« C’est une bonne élève »), « plaisant/savoureux » (« Cette soupe est bonne »), un concept moral (« Une bonne personne »), etc.
Les différentes manières d’appliquer les préfixes et suffixes peuvent également créer une ambiguïté.
L’ambigüité syntaxique se produit lorsqu’une phrase peut avoir deux sens différents à cause de la structure de celle-ci, autrement dit sa syntaxe. Cela est souvent dû lorsque des phrases contiennent une ou plusieurs prépositions dont le rôle dans la phrase n’est pas clair. 
Dans d'autres cas on ne peut pas interpréter correctement le complément: « l'artiste peint la nuit. » peut être comprise de deux manières différentes; il peint lorsqu'il fait nuit ou il représente la nuit sur sa toile. Parfois c'est la catégorisation grammaticale des mots qui pose un problème : « la belle ferme le voile. » c'est en quelque sorte un cas de polysémie syntaxique. Selon qu'on interprète : Belle comme nom ou adjectif ; ferme comme verbe ou nom ; le comme article ou pronom et voile comme nom ou verbe, on obtient soit une jolie femme qui ferme un voile ou un bâtiment agricole qui cache quelque chose (de masculin). En ce qui concerne les notions et résultats théoriques à propos de l’ambiguïté syntaxique dans le langage formel (tels que le langage de programmation), consulter la page Grammaire non contextuelle.
L’ambiguïté sémantique est un cas extrême qui ne peut être résolu qu'en contexte d'énonciation et encore. Elle concerne des phrases qui ont naturellement une structure de surface et deux structures profondes. Une phrase comme " et si la crise n'existait pas " peut être interprétée de deux façons complètement opposées.
Dans un cas on exprime un souhait et on présuppose bien que la crise existe; dans l'autre on exprime un doute, une remise en cause et on présuppose qu'on nous ment et que la crise n'existe pas.
La communication orale peut contenir davantage de types d’ambiguïtés , où il y a plus d’une manière de composer un ensemble de sons en mots. Le contexte aide, en général, à lever ce type d’ambiguïté .
La polysémie survient lorsqu’une phrase est composée d’un mot ou une expression qui a plusieurs significations. Dans la phrase « Paul sent la rose », le mot « sent » peut se référer
1. au parfum de Paul (« Son parfum sent la rose »),
2. à l'action qu'il effectue (le verbe « sentir », au sens « il hume la fleur pour en apprécier le parfum »),
3. voire au sens du toucher (« il sent qu'on l'effleure avec la rose »).

L’ambiguïté lexicale se différencie de la polysémie. L’ambiguïté lexicale représente un choix fait entre un nombre défini d’interprétations connues et le sens correct selon le contexte. Quant à elle, la polysémie représente un choix fait entre toutes interprétations possibles : parmi celles-ci, il est possible qu’aucune n’ait de sens sur lequel tous s’accordent. Cette forme d’ambiguïté s’apparente à l’imprécision.
L’ambiguïté linguistique peut devenir problématique dans le contexte de la justice, car l’interprétation de documents écrits et d’accords oraux est souvent d’une importance primordiale.

## Usage littéraire

### Théâtre et roman
L'ambiguïté des oracles est un thème littéraire très courant depuis l'Antiquité. Celui des sorcières qui lancent Macbeth dans sa prise de pouvoir s'avère, à la fin de la pièce, signifier tout autre chose que ce qu'il en avait compris.

### Ambiguïté et humour
L'ambiguïté est une base de l'humour. C'est en particulier l'une des sources de perles des élèves relevées par Jean-Charles dans La Foire aux cancres.

« Les Français sont pour la plupart catholiques. Un ordre religieux important est la Bénédictine. La Bénédictine dirige les consciences. Ses moines ont des règles douloureuses. »

« Dans le couloir d'un collège était inscrit : “DÉFENSE DE COURIR”. Une main inconnue ajouta en dessous : “SOUS PEINE DE POURSUITE” »

### Orthographe
L'orthographe traditionnelle met le tréma sur le i, le Conseil supérieur de la langue française a recommandé en 1990 de le placer sur le u. On trouve donc ambiguïté ou ambigüité (orthographe traditionnelle).